# Tommy Øren
Tommy Øren (Årdalstangen, 10 maggio 1980) è un calciatore norvegese, attaccante del Fjøra.

## Carriera

### Club
Øren iniziò la carriera con la maglia del Sogndal. Debuttò nella Tippeligaen il 10 agosto 1997, subentrando a Tommy Hansen nella sconfitta per 1-0 sul campo del Bodø/Glimt. Segnò la prima rete nella massima divisione il 7 maggio 1998, nella sconfitta per 3-2 in casa del Kongsvinger.
Il 16 maggio 2001 si ruppe una gamba in uno scontro di gioco con Odd Inge Olsen. L'arbitro Tom Henning Øvrebø fu punito per non aver espulso Olsen, protagonista di un intervento pericoloso.

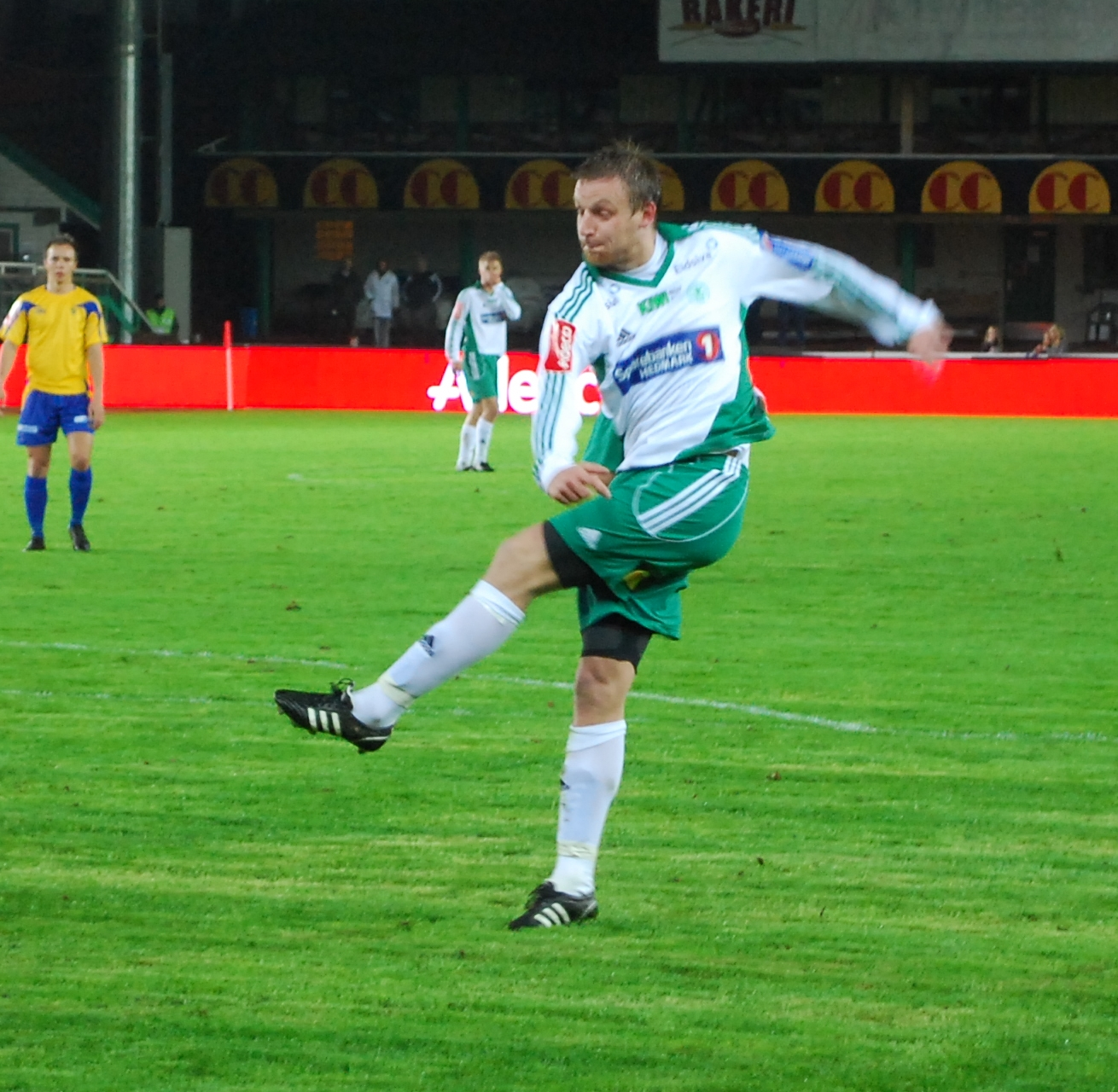
Øren in azione con lo HamKam.

Il 5 dicembre 2005, dopo diverse settimane di negoziazione, firmò un contratto con lo HamKam, legandosi al club con un contratto dalla durata quadriennale. Esordì con la nuova maglia il 9 aprile 2006, nel pareggio a reti inviolate contro il Viking. Il 2 luglio realizzò il primo gol, nel 4-0 inflitto al Brann.
Il 20 novembre 2009 fu annunciato il suo ritorno al Sogndal, firmando un contratto dalla durata annuale. Contribuì al ritorno del Sogndal nella massima divisione norvegese, ma a fine anno annunciò il suo ritiro dal calcio giocato. Motivò la decisione con la scarsa fiducia del tecnico Harald Aabrekk nei suoi confronti.
Tornò a calcare i campi da gioco nel 2015, accordandosi con il Fjøra, in 4. divisjon.

### Nazionale
Øren giocò 9 partite per la Norvegia under 21. Debuttò il 22 febbraio 2000, nella vittoria per 1-0 sulla Finlandia. Il 25 febbraio dello stesso anno, segnò l'unica marcatura per questa selezione norvegese: contribuì infatti al successo per 4-1 dei norvegesi, sempre sulla Finlandia Under-21.
Vestì, seppure in un'unica circostanza, anche la maglia della Nazionale maggiore. Subentrò a Dagfinn Enerly nella vittoria per 3-2, in amichevole, contro la Corea del Sud.

## Statistiche

### Cronologia presenze e reti in nazionale
| Cronologia completa delle presenze e delle reti in nazionale ― Norvegia | Cronologia completa delle presenze e delle reti in nazionale ― Norvegia | Cronologia completa delle presenze e delle reti in nazionale ― Norvegia | Cronologia completa delle presenze e delle reti in nazionale ― Norvegia | Cronologia completa delle presenze e delle reti in nazionale ― Norvegia | Cronologia completa delle presenze e delle reti in nazionale ― Norvegia | Cronologia completa delle presenze e delle reti in nazionale ― Norvegia | Cronologia completa delle presenze e delle reti in nazionale ― Norvegia |
| Data                                                                    | Città                                                                   | In casa                                                                 | Risultato                                                               | Ospiti                                                                  | Competizione                                                            | Reti                                                                    | Note                                                                    |
| ----------------------------------------------------------------------- | ----------------------------------------------------------------------- | ----------------------------------------------------------------------- | ----------------------------------------------------------------------- | ----------------------------------------------------------------------- | ----------------------------------------------------------------------- | ----------------------------------------------------------------------- | ----------------------------------------------------------------------- |
| 24-1-2001                                                               | Hong Kong                                                               | Norvegia                                                                | 3 – 2                                                                   | Corea del Sud                                                           | Carlsberg Cup 2001                                                      | -                                                                       | 62’                                                                     |
| Totale                                                                  |                                                                         | Presenze                                                                | 1                                                                       |                                                                         | Reti                                                                    | 0                                                                       |                                                                         |